# (27931) Zeitlin-Trinkle
(27931) Zeitlin-Trinkle es un asteroide perteneciente al cinturón de asteroides, descubierto el 2 de abril de 1997 por el equipo del Lincoln Near-Earth Asteroid Research desde el Laboratorio Lincoln, Socorro, Nuevo México.

## Designación y nombre
Designado provisionalmente como 1997 GU7. Fue nombrado en honor de Maria Zeitlin-Trinkle quien fue mentora de un finalista en la búsqueda de talentos científicos de Intel de 2012, una competencia científica para estudiantes de último año de secundaria. Enseña en la Smithtown High School East, St. James, Nueva York.

## Características orbitales
Zeitlin-Trinkle está situado a una distancia media del Sol de 2,321 ua, pudiendo alejarse hasta 2,820 ua y acercarse hasta 1,823 ua. Su excentricidad es 0,215 y la inclinación orbital 3,705 grados. Emplea 1291,78 días en completar una órbita alrededor del Sol.

## Características físicas
La magnitud absoluta de Zeitlin-Trinkle es 15,83. 